# 2014年渥太華連環槍擊案
2014年10月22日，加拿大渥太华国会山庄一帶发生数起枪击案，枪手迈克尔·扎哈夫-白彼欧杀害在国家战争纪念碑执勤的加拿大軍人内森·西里洛后，闯入有议员正在举行黨團会议的國会大厦，与安保人员驳火。事件距魁北克圣让河畔黎塞留士兵遇害案仅两天。
案发后，渥太华市中心核心区域被封锁，警方搜查其他可能的枪手。加拿大总理斯蒂芬·哈珀谴责枪击事件是“野蛮的暴力袭击”。案件正在由皇家加拿大骑警和其他警察部队调查。

## 背景
案发两天前在圣让河畔黎塞留（Saint-Jean-sur-Richelieu），两名加拿大現役軍人被一名25岁男子襲擊。肇事者名为马丁·柯吐尔-鲁洛（Martin Couture-Rouleau），過去多次與警方交涉，2013年皈依为穆斯林，並是穆斯林逊尼派恐怖组织伊斯蘭國（ISIL）的支持者。鲁洛用自己的车碾过該两名軍人后逃逸，在追车过程中被警方击毙。52岁的帕特里斯·樊尚（Patrice Vincent）因伤势过重抢救无效死亡。其犯罪动机旨在报复注意自己太多的警方，响应为空袭伊拉克报仇的圣战号召。
案发前天，由于樊尚遇害，加之“伊斯兰国和基地组织等激进派在网上不断活跃”，加拿大的恐怖威胁提升至中等级别。10月22日枪击案发生后，总理哈珀在全国讲话中特别提到了这起先前的事件，將之描述為具有ISIL风格的恐怖袭击。加拿大皇家骑警证实10月20日和22日的事件没有关联。

## 过程

### 国家战争纪念碑

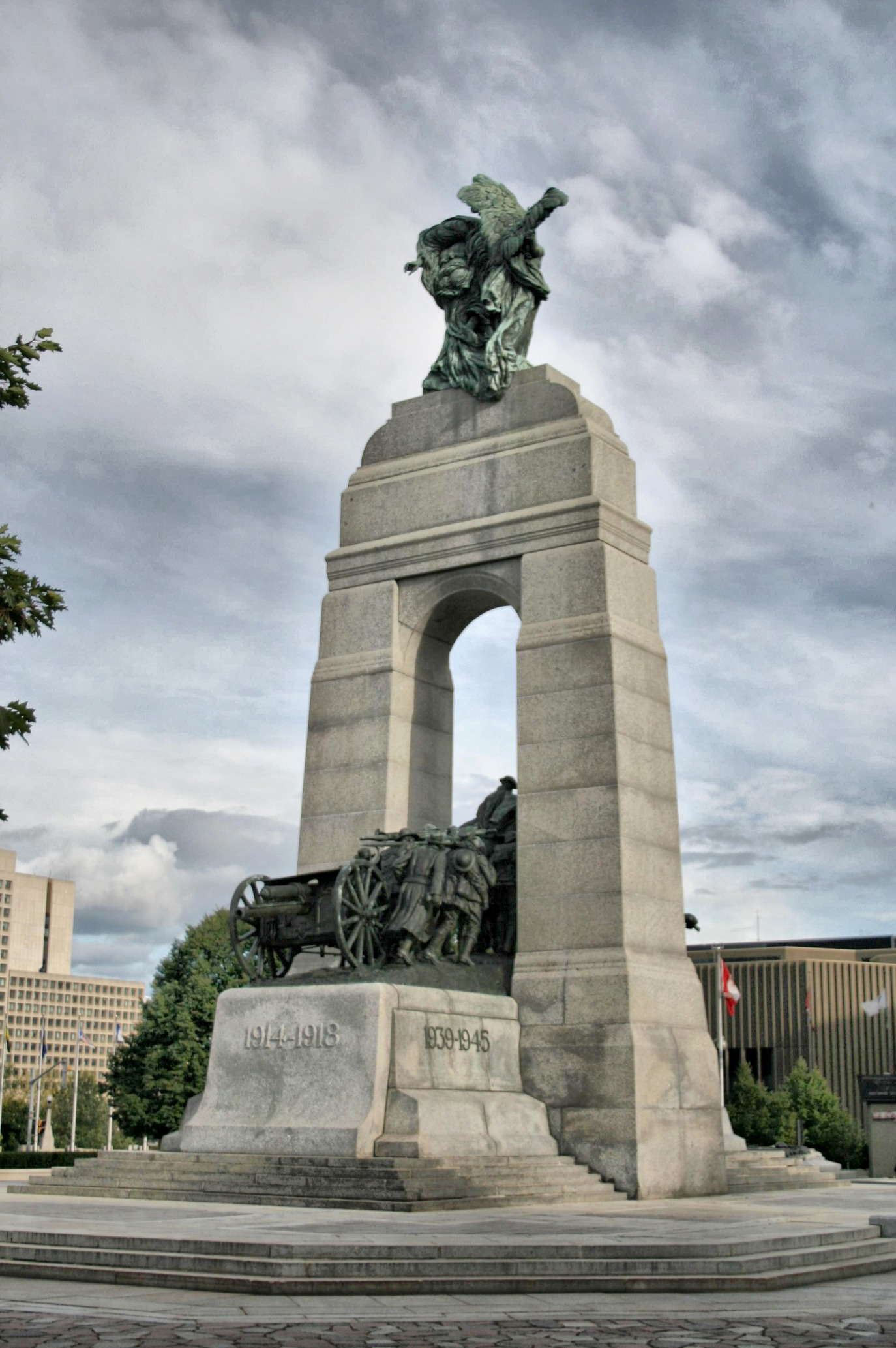
内森·西里洛下士遇害的国家战争纪念碑

北美东部时间上午10时前，有人目击到扎哈夫抵达国家战争纪念碑时背着步枪，后来被证实为.30-30口径温彻斯特杠杆式猎枪。扎哈夫身着蓝色牛仔裤、黑色外套和头巾，靠近正在无名烈士墓执勤的阿盖尔和萨瑟兰高地礼仪警卫内森·西里洛下士（Nathan Cirillo），近距离朝背部开出两枪致其重伤。如所有在纪念碑执勤的仪仗队士兵般，西里洛所持的武器没装弹药。旁观者立刻抢救西里洛，直至医护人员赶到现场。附近另一名正在执勤礼仪兵，追赶枪手时遭到开枪还击。这名士兵随后回到西里洛的身边。
扎哈夫回到他停在纪念碑后威灵顿街南侧的车里，开着车沿着威灵顿街向西行驶，在不远处的国会山庄弃车而逃。经过被分散的围观者后，他翻过国会山庄的栅栏门，劫持了分配给部长的公用车辆，把车开到国会山庄的中央大樓。在国会山巡逻的皇家骑警看见车子被劫后，追逐车子至和平塔的底部。

### 国会大厦

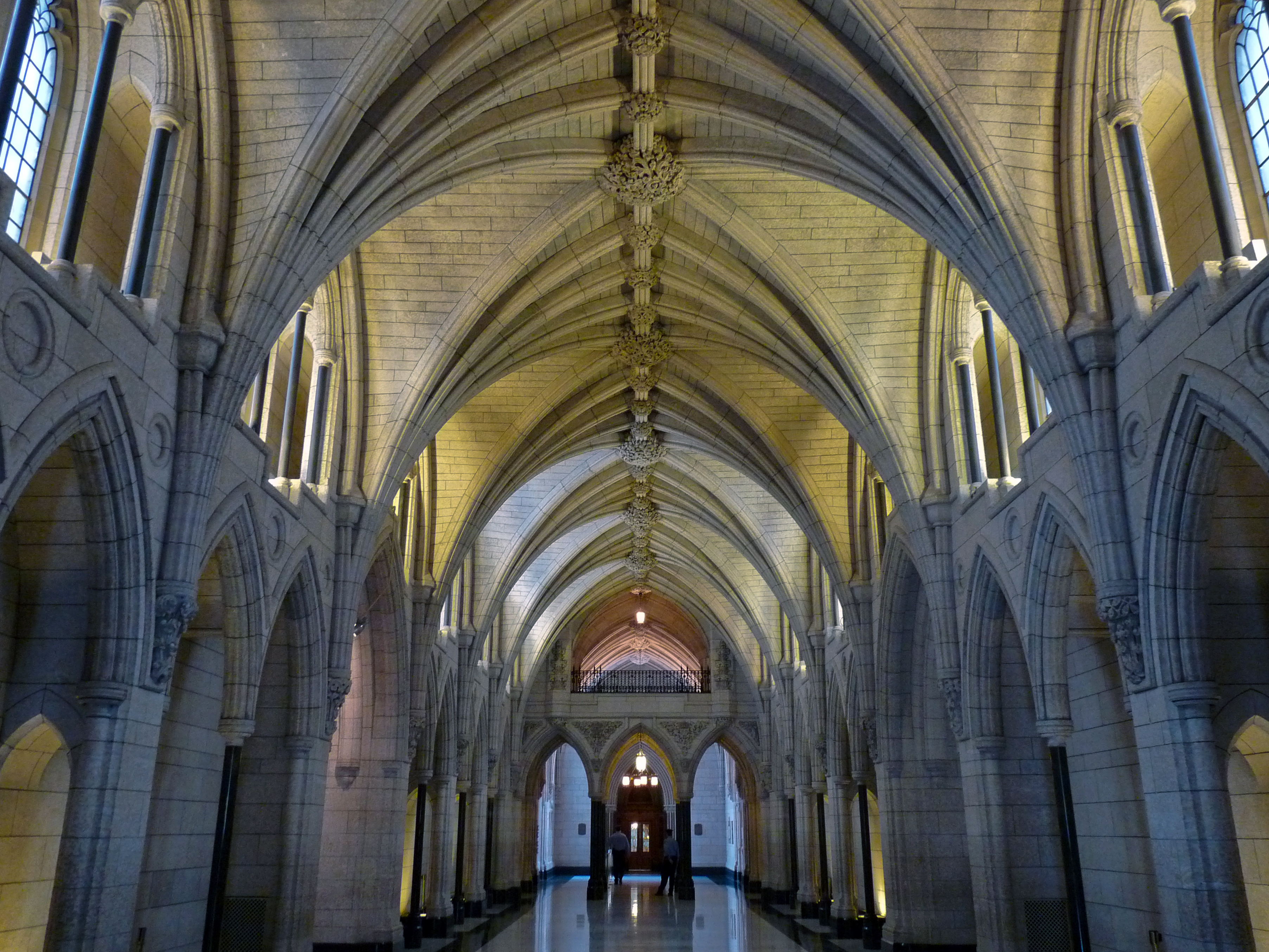
中央大樓的荣誉大厅，扎哈夫在此被击毙

扎哈夫经由和平塔下方的正门进入中央大樓，入口处的下议院当值警员萨恩·桑（Samearn Son）看到扎哈夫手中拿着步枪，立刻冲上前夺枪，使枪口朝地板，并大喊“枪！枪！枪！”。在随后的纠缠中，桑脚部中枪，不得不放开枪手。扎哈夫跑下荣誉大厅前往壁龛处的国会图书馆入口时，与警卫交火，双方共开了20-30枪。旁边是加拿大下议院警长凯文·威格士（Kevin Vickers）的办公室。威格士从锁着的箱子拿到一支9毫米手枪后进入大厅。随后他扑倒在地上，朝扎哈夫连开三枪，将其击毙。威格士的侄女告诉《卡尔加里太阳报》，这是威格士职业生涯中首次朝别人开枪。2005年成为下议院职员前，威格士是位杰出的加拿大皇家骑警。
哈珀和加拿大官方反对党主席、新民主党领袖唐民凯当时正在荣誉大厅兩侧的会议室裏與各自的政黨举行党团会议，而下議院第三大黨自由党的党团会议则在楼下举行。保守黨国会议员在会议室大门後築起障礙物，又抓来旗杆用作长矛；哈珀則匿藏在会议室的衣櫃内。威格士随后向保守党党团解释事发经过，據報向其聲称“我把他擊斃了”（"I put him down"）或“我曾与嫌疑人交火。他已死亡。”（"I have engaged the suspect. He is deceased."）。案发后，哈珀被疏散至安全地带。

## 后续

### 渥太华地区

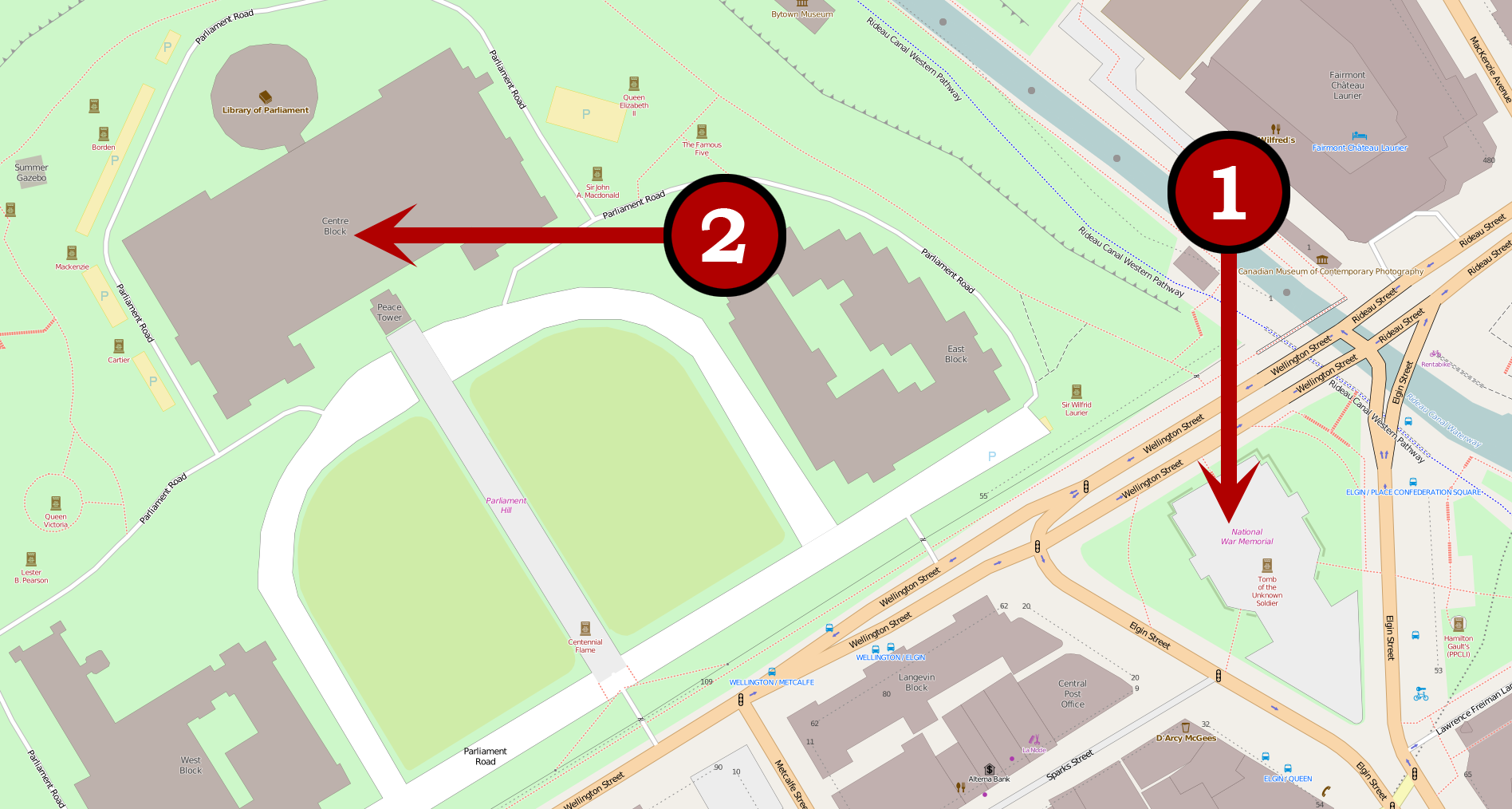
案发现场平面图
1：战争纪念碑
2：中央大樓

案發後警方懷疑事件有可能牽涉其他枪手，渥太华市中心核心区域因此被封锁以便警方進行追捕，封锁建筑包括加拿大國会、渥太华大学和美國大使馆。渥太华警察局表示，目前正与加拿大皇家骑警调查两起枪击案：一起发生在加拿大国家战争纪念碑，一起在国会山庄。CBC新闻在事件发生初期时报道称共有2或3人团伙作案，但是随后渥太华警方表示只有一人作案。起初，警方称案发同一时间，附近的里多中心商场发生第三起枪击案，数小时后獲证实为谣言，仅发生两起枪击案。
当日14点的新闻发布会上，渥太华警方证实奇立洛死亡，但在其家人獲得通知前並未公開他的姓名。加拿大皇家骑警证实扎哈夫被击毙，但因案发正在调查为由拒绝透露其他细节。处在搜捕区域的国防部總部、国会大厦和其他政府官署繼續封锁。国会山庄周边区域的Rideau Center购物中心以及渥太华大学被封闭数小时，警方在封闭建筑里逐个房间搜索。约下午5:45，警方取消对渥太华市中心一帶所有公立学校的封锁。国会大厦直至晚上9:00才被解封，国会议员和工作人员撤离中央大樓。邻近的国会大厦和国家战争纪念碑的街道，到翌日仍向公众关闭。國會山莊於10月24日重新向公衆開放，而國會大樓導賞團則於同月27日恢復運作。

### 渥太華以外
尽管位於多伦多的安大略省議會大樓的安保增强，國会各党领袖一致认为当天的議會答問時段应继续进行。位於愛民頓的亞伯達省議會大樓當日取消公衆導賞團，保安亦加强。位於維多利亞的卑詩省議會大樓當日只限許可人士進入，而溫哥華島上大部分議員選區辦公室亦關閉。魁北克省議會大樓於22日晚上下半旗向西里洛致哀。
渥太华和大西洋省地區的非当值军人在街上奉命不穿军装，其他地区的军人没有这一要求。
诺贝尔和平奖得主玛拉拉·尤萨夫扎伊原定于当晚獲總理哈珀授予加拿大榮譽公民身份，但仪式因這次事件而取消。
扎哈夫的母亲在电话采访中，对袭击事件的受害者表示悲痛，而非为儿子。她在回复记者的一封电邮中表示：“我对我的儿子很生气，他似乎失去理智了，无法调和。”
在美国华盛顿，加拿大駐美大使馆、其他美国联邦政府機構和阿灵顿国家公墓无名烈士墓的安保等級進行了調升。在澳大利亞堪培拉，澳大利亞聯邦警察增强了澳洲國會大廈和加拿大駐澳洲高級專員公署的保安；紐西蘭國會大廈的保安亦有所提升。
NHL渥太华参议员对阵多伦多枫叶的比赛被推迟至11月9日举行。当晚其他在美国举办比赛则奏加拿大国歌，现场观众为死难者默哀。
事件导致一些观察员要求召回下议院和参议院安全管理审计长发布的报告。尽管行动的许多方面受到称赞，但亦有人指出，司法管辖权可能导致加拿大皇家骑警、渥太华警方、下议院保卫和参议院保卫队间产生混乱，没有任何机构能全方位管辖國会大厦。

## 相关人物

### 受害者們
遇害的加拿大士兵内森·西里洛今年24岁，生于安大略省汉密尔顿，阿盖尔和萨瑟兰高地“A”级预备役军人，全国哨兵计划礼仪警卫，负责加拿大国家战争纪念碑无名烈士墓的警卫工作。西里洛在当天早上晚些时候去世，留下年幼的儿子。案发时西里洛的武器没有子弹 。
另一位傷者萨恩·桑在核心区碰见枪手，手无寸铁的桑在颤抖中，试图夺走枪手的枪支，不料脚部中弹。桑随后被送往渥太华市民医院，目前已出院。
另有两名身份不明的人员在未知地点受伤。两人被送往渥太华市民医院接受治疗后出院。

### 枪手
迈克尔·扎哈夫-白彼欧（Michael Zehaf-Bibeau，1982年10月16日-2014年10月22日）被官方认定为本案的嫌疑犯。CBS新闻指称枪手原名迈克尔·约瑟夫·霍尔（Michael Joseph Hall），偶尔称自己阿卜杜勒·扎哈夫-白彼欧（Abdul Zehaf-Bibeau）或是迈克尔·阿卜杜勒·扎哈夫-白彼欧（Michael Abdul Zehaf-Bibeau）。据滿地可《新聞报》报道，枪手于1995年13岁时正式将姓氏由霍尔改为扎哈夫-白彼欧。迈克尔·约瑟夫·霍夫在蒙特利尔北部长大，受到特权阶层的私立教育，然而他十分抵触这种背景。魁北克法院记录显示，枪手至少犯下13起案件。

#### 私生活
扎哈夫-白彼欧在加拿大东部长大，辗转于渥太华和蒙特利尔。在移居加拿大东部过上煤矿工人的生活前，他曾到过利比亚。其母苏珊·白彼欧是蒙特利尔的法裔加拿大人，加拿大移民及难民局一部门副总管。其养父Bulgasem Zehaf2011年利比亚内战时移居魁北克，在蒙特利尔开咖啡厅。Zehaf和Bibeau于1999年离婚。
扎哈夫-白彼欧是个惯犯，持有盗窃、藏毒、违规假释等数项罪名，一度被判处多项刑事罪行，其中一项导致其至少被判处监禁60天。2001年11月，刚满19岁的他，就被判管有虚假信用卡和危险驾驶的罪名。2004年，他承认藏匿大麻和PCP，却没有出席该案于2006年的庭审，直至三年后因认罪而被释放。2011年，他又被指控在温哥华犯下抢劫和恐吓罪。他声称2011年犯下抢劫就是想让自己被禁锢，以戒除毒瘾。精神鉴定证明他适合接受审判。
本来信奉罗马天主教的他，于2004年皈依伊斯兰教，成为逊尼派穆斯林 ，常出现在本拿比和温哥华的清真寺。一名熟人回忆称，他的行为“飘忽不定”，好像鬼上身，被打扰到的长老要求他不要来清真寺了。熟人都认为他有精神病。
自10月2日起，他住在靠近国会山庄的渥太华慈善機構（Ottawa Mission）收容所。案发当天，他正就申请加拿大护照接受背景调查。皇家骑警专员鲍勃·鲍尔森表示，正是这个问题推动了枪击案的发生。尽管他不在皇家骑警的高危恐怖分子名单上，但与警方所认识的另一个人有关系。按照同伴所言，白彼欧想要回到利比亚学习阿拉伯语和伊斯兰教。他的母亲告诉警方，他一直想去叙利亚参加反政府武装组织。皇家骑警称他可能有利比亚国籍。他的养父是利比亚人，10月2日申请更换利比亚护照，当天就被拒绝。扎哈夫-白彼欧2000年获得利比亚护照后，于2007年前往该国，不料文件过期。他告诉官员更换护照，以探望利比亚的家人和朋友的要求。

#### 案发前
收容所的其他人目击到扎哈夫跟两名男子上了车。其他人感觉这三人“贼眉鼠眼”地打量着周围的一切。扎哈夫的车子是在案发前一日购买的。收容所的一位居民表示，案发前三日扎哈夫性情大变，又犯毒瘾。扎哈夫报告其他人自己仇视加拿大，不断为世界末日祈祷。

#### 收购武器
案发时，扎哈夫被法律禁止持有或购得枪支。此外，他有过刑事指控和罪行，有滥药史，没有固定的住址，这些都阻止他获得持枪证。据推测他在黑市上偷或买到用来作案的步枪，或是从不知道他的动机或自己是共犯的人那收购步枪。

## 调查
渥太华警察局原本负责调查国家战争纪念碑的枪击案，而皇家骑警則负责调查中央大樓的枪击案。不过，10月23日，渥太华警察局宣布案件事关国家安全，将整个调查移交给皇家骑警。另一方面，加拿大皇家骑警則委托安大略省警察局，就警察和安全部队对事件的反应作独立的标准调查。
10月23日，加拿大皇家骑警发布了国会山庄的安全摄像头视频录影，表示扎哈夫进入国会山庄区域后，劫走部长级别的车辆，驾车驶向和平塔入口。他们还表示，扎哈夫-白彼欧不属于皇家骑警高风险旅客名单上的93名可疑恐怖分子。“加拿大皇家骑警在那时候不具备这些信息，担心会泄露有关国家安全的犯罪。”皇家骑警总管保尔逊还宣布，扎哈夫护照的背景审查已展开，在一位被控以恐怖主义罪行的匿名人士的计算机中，发现了扎哈夫的电邮。在这次会议上，保尔逊还表示，扎哈夫的母亲告诉警方，他希望去叙利亚，但她后来在接受录影访谈时否认了这一说法，称自己告诉警方他想去的是沙特阿拉伯。
10月26日，加拿大皇家骑警宣布，已有“说服力的证据”表明扎哈夫受“思想政治动机驱使”策划袭击。他们表示，扎哈夫在袭击前曾录过视频。皇家骑警总监保尔逊表示：“他很故意也很清醒得非常有意义的阐述了他行为基础。（他的行为）广泛地是針对加拿大的外交政策和他的宗教信仰”。皇家骑警正在研究“情报和证据的价值”，并未公布录像。但保尔逊表示，希望最终将其发布。
10月27日，皇家骑警总监保尔逊出席國會一個委员会的会议，向国会议员简述调查进展。“尽管我们国家面临着这一威胁，但我们必须集中精力，防范出国旅游的个人犯下恐怖行为。防范这些人出国是至关重要的。如果这些人受到训练、带着战斗经验回来，他们会给本国和我们的盟友，带来更大的威胁。”
加拿大政府原本計劃在國會推出一项法案，拓宽间谍机构加拿大安全情报局的權力，但受枪击案影响而推迟至10月27日出台。該法案會允许情报局在國外行動，並允許該局引入计划，對因從事恐怖活動而定罪的双重国籍人士撤销其加拿大公民身份。

## 各方反應

### 加拿大國內
加拿大君主伊丽莎白二世与爱丁堡公爵菲利普亲王发布联合声明，表达震惊和悲痛之情。加拿大英联邦代表大卫·劳埃德·约翰斯顿总督，扩展他对遇害加拿大士兵家人的同情，对保安人员和紧急救援人员的敬业和勇气表示感激。
加拿大穆斯林协会发表公开声明，谴责渥太华和魁北克的暴力事件：“协会对过去一周暴力事件的遇害者表示哀悼。我们对这些暴力行为感到震惊，尤其是发生在我国首都的那起。我们跟所有加拿大人一样谴责恐袭事件，寻求公正审判。”

### 政界
袭击发生后，斯蒂芬·哈珀总理向各部长通报情况。国会议员马克·加诺和约翰·麦凯作出及时反映。渥太华市长吉姆·沃森称这是“本国和本市悲惨的一天”。加拿大政坛其他人士和社交媒体亦作出回应。
哈珀在当晚的电视讲话中，称枪击案是“野蛮的暴力袭击”，还特别提到了案发数日前，帕特里斯·文森特准尉遭ISIL风格恐怖袭击遇害的案件。哈珀坚称，加拿大不会被暴力行径吓倒，并将继续致力于与世界各地的盟友紧密合作，打击残酷对待其他国家，希望将野蛮行为带到我国的恐怖组织。她们将不会有安全的避风港。案发翌日，哈珀表示要加快增加安全部队布控、拘留和逮捕权力的计划。10月23日，在向下议院发表演说时，将本周的两起袭击归类为恐怖活动，他表示：“我们深知并深受本周两起由加拿大公民、生长在这个和平国度的年轻人所执行的恐怖袭击的困扰。”
反对党新民主党领袖唐民凯在袭击事件发生后发表公开声明，他表示：“正如我们所有人见证的这些恐怖行为，我们敬畏你那英勇的行为，守法是当今加拿大的力量、价值观和勇气来源。”加拿大自由党领袖贾斯汀·特鲁多部分支出：“加拿大人知道以伊斯兰教为名的行动是（穆斯林）信仰的畸变。相互尊重和钦佩有助于防止被扭曲的伪宗教意识形态宣传的影响。”加拿大绿党领袖伊丽莎白·梅伊在下议院表示，“我会把钱押在这些由问题人士造成的孤立、令人不安和深受困扰的疯狂行动上。我不相信这个恐怖网络很庞大，或是本国今天的风险比上周又要加强。但这终究是我的看法。我可能错了，我毫无疑问会再次出错，但我建议，在等待警方答复之前，我们要做出假设，从容、真实说话并向所有加拿大人公开。”但《环球邮报》称她的讲话遭到了地面两派的抱怨声。
安大略省省长凯斯琳·韦恩表示：“我们的信念是，那些想用暴力手段破坏民主的人们要求我们保持沉默，但我们拒绝封口。”当天阿尔伯塔立法会的公众参观取消，安保升级。作为防御措施，温哥华岛多数人选区办事处不列颠哥伦比亚省立法议会被限制访问。新斯科舍省立法机关公公画廊仅限传媒、政界人士和工作人员访问。10月22日，魁北克国民议会下半旗，向西里洛致哀。
10月23日，加拿大國会举行默哀仪式，纪念遇害士兵，向凯恩·威克斯鼓掌。会议前天，哈珀在战争纪念馆敬献花圈。各方国会议员进入國会前，出席了纪念馆的默哀仪式，并演唱加拿大国歌。国会山和其他联邦政府大楼下半旗，以纪念10月20日和22日的两起事件。
女王的女儿安妮公主将随总督、总理等政要，出席2014年11月11日国家战争纪念馆如期举行的阵亡将士纪念日仪式，仪式由加拿大皇家军团操办。出席的公众比预期多。

### 國際社會

#### 國際組織
- 联合国：秘书长潘基文获悉该情况，希望这种情况迅速受加拿大执法部门的控制。他的想法在处在困难时期的加拿大政府和人民一样[107]。
- 北美空防司令部：司令查尔斯·雅各比二世发表声明表示哀悼：“我的心与渥太华发生枪击案的悲惨一天、以及本周早些时候魁北克的肇事逃逸袭击的加拿大战友们同在。这两起案件的目标都是加拿大武装部队人员，我们向加拿大人表达最诚挚的慰问，分享他们的悲痛，决意不被这些懦夫行径吓到[46]。

#### 各國反應
- ：澳大利亚联邦警署增加国会大厦和堪培拉加拿大高级专员公署的安保[47]。澳大利亚总理托尼·艾伯特和国防军首长马克·本斯基发表声明，向加拿大表示慰问和支持[108]。
- ：外交部长对袭击表示深切关注，向加拿大政府和加拿大人民表达支持[109]。
- 印度：纳伦德拉·莫迪总理对袭击表示谴责，表示“作为一个议会经历过恐怖袭击的国家，我们与加拿大人民同样针对最高民主决策机构的恐怖袭击感到愤慨。加拿大是印度强有力的合作伙伴之一，我们将继续加强在打击恐怖主义和其他罪行方面的合作，为人们带来更安全的未来[110]。”
- 以色列：本雅明·内塔尼亚胡总理在推特上表达支持同慰问[111]。
- 马来西亚：马来西亚下议院副议长罗纳谴责袭击，称此类事件绝不应该发生在加拿大议会[112]。
- 新西兰：约翰·基总理表示慰问和声援[111]。
- 新加坡：外交部发言人谴责袭击，称“这次袭击提醒各国必须保持应对恐怖势力威胁的警惕[113]”。
- 英国：大卫·卡梅隆首相对渥太华的袭击表示震惊，称自己将全力支持加拿大和英联邦外长哈珀，及加拿大人处理事件[107]。
- 美国：贝拉克·奥巴马总统听取有关袭击的报告。白宫发布声明称：“奥巴马总统谴责这些令人发指的袭击事件，重审了人与人之间亲密的友谊和盟友关系[47]。”
- 中国：中国国务院总理李克强11月8日对此次事件并造成士兵遇难表示慰问，加拿大总理哈珀感谢了李克强的慰问。[114]